# De Ham (natuurgebied)
De Ham of Ham is een gepland natuurgebied van 30 ha in Wetteren tussen de Schelde, de bedrijvenzone Stookte (bedrijf Ajinomoto) en het Scheppersinstituut. De terreinen zijn in handen van De Vlaamse Waterweg, die er een gecontroleerd overstromingsgebied met gereduceerd getij met slikken en schorren wil maken.
De Ham is een oude meander van de Schelde die bij het rechttrekken van de rivier werd afgesneden. Begin de 20ste eeuw werd de meander opgevuld en gebruikt als grasland. Vanaf het midden van de 20e eeuw werd de meander terug bebost met populieren. 
Samen met de Vlaamse Landmaatschappij werd een nieuwe inrichting van de zone opgesteld.  Er komen open graslanden, moeraszones, een nieuw speelbos, enkele amfibiepoelen en een wandelpad met vogelkijkwand.